# Bentiu
Bentiu (ou Bantio) est une ville du Soudan du Sud, capitale de l'État d'Unité.

## Histoire
Le 15 avril 2014, Bentiu est l'objet de la bataille de Bentiu entre les rebelles et le gouvernement sud-soudanais, suivi d'un massacre.

## Géographie
La ville est située au Nord du pays à une soixantaine de kilomètres de la frontière soudanaise, sur la rive sud de la rivière Bahr al-Ghazal.

## Population
Sa population était de 7 781 personnes en 2006.
on y trouve des populations issues d'ethnies différentes : 
- Mangbetu
- Lendu
- Logo
- Mamvu

## Économie
Il y a de nombreux champs pétrolifères autour de Bentiu exploités par des compagnies internationales d'extraction et d'exploitation de pétrole.

## Infrastructure
À la suite des importantes destructions durant la guerre civile au Sud Soudan, les infrastructures dans le secteur de Bentiu sont actuellement en pleine reconstruction.

## Éducation
Bentiu est l'emplacement choisi pour la future « Western Upper Nile University », promise par le gouvernement pour mettre en place un enseignement supérieur dans l'État d'Unité.